# Сражение при Такне
Сражение при Такне (исп. Batalla de Tacna) или сражение при Альто-де-ла-Альянса произошло во время Второй тихоокеанской войны на плато Инти Урку (Интиорко), в нескольких милях к северу от перуанского города Такна. Чилийская армия генерала Мануэля Бакедано 26 мая 1880 года нанесла окончательное поражение объединенным армиям Перу и Боливии, бывшим под командованием президента Боливии генерала Нарсисо Камперо.
Пока чилийская армия действовала в департаменте Такна, 19 апреля генерал Камперо отправился в город Такну, где принял на себя командование союзной армией. В ночь на 25 мая войска Камперо попытались устроить засаду чилийцам в Кебрада-Хонда, но темнота и туман помешали союзникам, вынудив их вернуться в Такну для подготовки к обороне.
План союзников основывался на использовании тактического преимущества местности. Армия была развернута на южной окраине плато Интиорко в оборонительную полосу протяженностью 3 км. Войска не подготовили никаких укреплений и не вырыли траншей, кроме небольших песчаных заграждений для артиллерии на правом фланге. Перуанская 2-я южная армия и боливийская армия в сумме составили двадцать один батальон с восемью пулеметами и девятью пушками, а также восемь кавалерийских эскадронов.
Подошедшие чилийцы решили использовать недостаток глубины в линиях союзников и одновременно атаковать всю линию фронта, так как отсутствие траншей и укреплений облегчало взлом позиций противника. Чилийская армия имела в общей сложности шестнадцать батальонов, три кавалерийских полка и тридцать семь орудий.
Сражение началось с бесполезной артиллерийской дуэли, так как снаряды зарывались в песок и не взрывались. Затем чилийские дивизии перешли в одновременную атаку и после ожесточенной борьбы на некоторых участках отбросили некоторые батальоны союзников, но не смогли полностью сломить союзнический левый фланг. Обе стороны вели ожесточенный стрелковый бой на дистанции не дальше 40 метров. Когда генерал Камачо увидел, что его подразделения отступают, он приказал своему арьергарду открыть огонь по беглецам. Кроме того, он потребовал подкрепления, и ему на помощь был отправлен резерв.
К 12:30 у чилийцев закончились боеприпасы, и атака затихла. Союзники увидели возможность контратаковать, и вся их пехота двинулась вперед. Не имея патронов,  чилийцы отступили, неся тяжелые потери. Некоторые полки потеряли потерял почти половину своего личного состава. Бакедано послал одну дивизию для усиления авангарда и выдвинул вперед артиллерию. 
Контратака чилийской кавалерии на левом фланге вынудила союзников остановиться, что дало  драгоценное время, чтобы отступающим частям сплотить свои ряды и пополнить боеприпасы. На крайнем левом фланге артиллерия встретили боливийцев сильным перекрестным огнем и после ожесточенного обстрела рассеяла их. Остальные чилийские дивизии, получив свежее подкрепление, атаковали союзников слева и в центре. Чилийцы наступали рассыпным строем и смогли в штыковой атаке захватить артиллерию противника. После 5 часов тяжелых боев союзники покинули поле боя и отступили в Такну.
Чилийцы преследовали их, пока не достигли города. Такну обстреляли, чтобы заставить сдаться, и передовые части вошли в город около 18:30.
Чилийская армия потеряла 2200 человек. Потери союзников оцениваются от 3500 до 5000 человек. Поражение оказало решающее влияние на союзников. Генерал Камперо отступил в Боливию дорогой на Пальку, а генерал Монтеро с перуанцами тем временем через Тарату отошёл в Пуно.
Это сражение стало переломным моментом в войне. Во-первых, Боливия была выбита из войны, что вынудило её смириться со своим полным поражением. Перу пришлось вести оставшуюся часть войны в одиночку. Во-вторых, чилийское правительство изменило цель конфликта, поскольку стало ясно, что война закончится только с полной капитуляцией Перу.